# Monastère de la Transfiguration (Kinaliada)
 (septembre 2022).
Pour l’article homonyme, voir monastère de la Transfiguration.
Le monastère de la Transfiguration, connu localement sous le nom de monastère Hristo [Christ], est un important monastère grec orthodoxe qui sert la communauté orthodoxe de Constantinople (Istanbul moderne) depuis l'époque de l'Empire byzantin.
Le monastère est situé sur l'île de Kınalıada, l'une des îles des Princes dans la mer de Marmara.
Il est situé sur l'un des plus hauts sommets de l'île appelé Hristo Peak (93 mètres), qui porte le nom du monastère. Le monastère est surtout connu pour avoir été une destination pour les empereurs byzantins exilés au XIe siècle.

## Histoire
On pense que l'empereur byzantin Léon V l'Arménien fut le premier enterré dans ce qui deviendrait plus tard le monastère après son exil aux îles des Princes.
Cependant, il est largement admis que le monastère a été construit pour l'empereur byzantin exilé Romain IV Diogène (r. 1068-1071) quelques siècles plus tard.
Après sa défaite à la bataille de Manzikert en 1071, l'empereur byzantin est aveuglé et envoyé en exil sur l'île de Proti (aujourd'hui Kınalıada) où il a passé son temps en exil au monastère. L'île de Proti fait partie du petit groupe d'îles situées près de Constantinople, dans la mer de Marmara. Ces îles sont finalement connues sous le nom d'îles des Princes en raison des nombreux princes byzantins qui y étaient exilés.
Romain IV Diogène a passé le reste de sa vie sur l'île, mourant de ses blessures[réf. nécessaire]. On croit que son corps est enterré pas trop loin de l'actuel orphelinat arménien sur l'île. Peu de temps après Romain, l'empereur Nicéphore III Botaniatès (r. 1078-1081), est également exilé au monastère après avoir été contraint d'abdiquer son trône,.
Le monastère est démoli et reconstruit à plusieurs reprises. Après la conquête ottomane de Constantinople, le monastère tombe dans un état de ruine. En 1722, le monastère a subi une reconstruction majeure par un groupe de riches marchands grecs de l'île de Chios, basés à Constantinople. La restauration comprenait la construction d'un nouveau katholikon et d'une chapelle latérale dédiée à Saint Paraskevi au-dessus du monastère byzantin d'origine. Les icônes byzantines du monastère d'origine sont transférées à l'Église orthodoxe de Constantinople pour être préservées.
En juillet 1998, Bartholomée Ier, le patriarche œcuménique de Constantinople, exprime ses inquiétudes concernant la privation des terres appartenant au monastère. Les autorités turques affirment que le monastère, qui sert de terrain de camping et de maison de vacances d'été pour les enfants, n'a droit qu'au bâtiment lui-même.

## Héritage
La baie située sur la moitié nord de l'île s'appelle la baie de Manastır, du nom du monastère.
Il est présenté dans de nombreux guides de voyage populaires tels que Frommers. Le monastère continue d'attirer de nombreux touristes.